# Marius Pena
Marius George Pena (sinh ngày 2 tháng 5 năm 1985) là một cầu thủ bóng đá người România thi đấu cho Concordia Chiajna ở vị trí tiền đạo.
Anh là con trai của Gheorghe Pena, một tiền đạo thi đấu ở thập kỉ 1980 cho Progresul București, Olt Scornicești và Steaua Bucureşti.

## Sự nghiệp
Vào ngày 14 tháng 9 năm 2011, anh ghi bàn gỡ hòa trong thất bại 2–1 của Galaţi trước Basel tại Vòng bảng UEFA Champions League 2011–12 sau khi sút một pha khéo léo khiến thủ môn Thụy Sĩ bắt không dính bóng.
Vào tháng 8 năm 2014, Pena ký bản hợp đồng 2 năm cùng với Concordia Chiajna.

## Danh hiệu

### FC Oțelul Galați
- Liga I: 2010–11
- Siêu cúp bóng đá România: 2011